# Guy Reiss
Guy Reiss, född 1904, död 1964, var en fransk astronom.
Minor Planet Center listar honom som upptäckare av 5 asteroider mellan 1931 och 1935.
Han var verksam vid Algerobservatoriet i Alger och vid Niceobservatoriet i Nice.
Tre av de asteroider han upptäckte uppkallade han efter sina tre döttrar: 1237 Geneviève, 1300 Marcelle och 1376 Michelle.
Asteroiden 1577 Reiss är uppkallad efter honom.

## Asteroid upptäckt av Guy Reiss
| 1213 Algeria   | 5 december 1931  |
| 1237 Geneviève | 2 december 1931  |
| 1299 Mertona   | 18 januari 1934  |
| 1300 Marcelle  | 10 februari 1934 |
| 1376 Michelle  | 29 oktober 1935  |